# 天国就在你们心里
天国就在你们心里是《路加福音》第17章第20-21节中的一个耶稣的比喻。

## 圣经译文
|                               | 17:20 法利赛人问，神的国几时来到。耶稣回答说，神的国来到，不是眼所能见的 17:21 人也不得说，看哪，在这里。看哪，在那里。因为神的国就在你们心里。 |
| ——《路加福音》第17章第20-21节 | |

## 引用

#### 列夫·托尔斯泰
托尔斯泰著有以《路加福音》第17章21节作为书名的《天国在你们心中》的一篇哲学论文，其中宣扬了非暴力抵抗的理念。

#### 查理·卓别林
查理·卓别林在他的喜剧电影《大独裁者》的尾声引用了路加福音第17章21节。
|  | 士兵们，不要让那些暴君轻视你们，操纵你们的生死。 不要让人指使你们该做什么，该想什么，该感受什么。 不要被那些操练洗脑，待你们如同畜生的人当作炮灰。 不要听命于那些毫无人性的变态，和铁石心肠的战争机器。 你们不是机器，不是牲口，你们是人类！你们心怀人性之爱。 不该憎恨，只有无爱的人才会憎恨。那些无爱的人和毫无人性的变态。 战士们，不要为奴役而战，要为自由而战， 《路加福音》第十七章是这样写的：“上帝的国就在人们心里”， 不是一个人，也不是一群人，而是你们所有人。 |